# Hangyabanda
A Hangyabanda (eredeti cím: Gallavants) 1984-ben bemutatott amerikai rajzfilm, amelynek rendezője és producere Art Vitello. Műfaja zenés fantasyfilm.
Amerikában 1984. november 9-én mutatták be a mozikban. Magyarországon 1992. december 31-én az MTV2-n vetítették le a televízióban.

## Szereplők
| Szereplő          | Eredeti hang   | Magyar hang     |
| ----------------- | -------------- | --------------- |
| Sanyo (Shando)    | Bob Lydiard    | Józsa Imre      |
| Horatio (Teetor)  | Vic Perrin     | Rajhona Ádám    |
| Mallikam királynő | Jane Hamilton  | Dallos Szilvia  |
| Hipolit (Antonim) | Peter Cullen   | Beregi Péter    |
| Hugi (Eegee)      | Joyce Gittlin  | Detre Annamária |
| Antik             | Frank Welker   | N/A             |
| Traw              | Frank Welker   | N/A             |
| Bok               | Barry Gordon   | N/A             |
| Gank              | Barry Gordon   | N/A             |
| Edil              | Barry Gordon   | N/A             |
| Fice              | Fred Travalena | N/A             |
| Gokin             | Fred Travalena | N/A             |
| Babags            | Wendy Hoffman  | N/A             |
| Foll              | Wendy Hoffman  | N/A             |
| Galli             | B. J. Ward     | N/A             |
| Nessa             | Diane Pershing | N/A             |
| Kubo              | Fred McGrath   | N/A             |
| Azor              | Charlie Callas | N/A             |
| Thuck, a narrátor | Ken Sansom     | Somogyvári Pál  |
| Koosh             | N/A            | N/A             |

További magyar hangok: Bor Zoltán, Borbély László, Cserna Antal, Dallos Szilvia, Farkasinszky Edit, Gyürki István, Kassai Károly, Kiss Erika, Mányai Zsuzsa, Maróti Gábor, Minárovits Péter, Nagy Miklós, Pápai Erzsi, Salinger Gábor, Sinkovits-Vitay András, Szabó Endre, Szabó Sipos Barnabás, Szalay Krisztina, Vogt Károly

## Betétdalok
| Dal                                      | Előadó                      |
| ---------------------------------------- | --------------------------- |
| Every Grant Serves Us All                | Vic Perrin                  |
| Our little Gallavant Bod                 | Bob Lydiard                 |
| Galavant and Shake Shake Shake           | B.J. Ward                   |
| Granting Day                             | Chorus                      |
| Lullaby song                             | Diane Pershing              |
| Don't You Care                           | Joyce Gittlin               |
| Memories of a Bright Brighter Day        | Bob Lydiard                 |
| Vanterviper's song                       | Barry Gordon Fred Travalena |
| When you loose to me                     | Peter Cullen                |
| Galavant and Shake Shake Shake (reprise) | Bob Lydiard                 |

## Televíziós megjelenések
TV-2 